# 아리랑 축제
아리랑 축제(아리랑祝祭)는 조선민주주의인민공화국 평양시의 릉라도 5월1일경기장에서 4월 15일 김일성의 생일을 축하해주기 위한 축제이다.
2달동안 개최되는 아리랑 축제는 매스 게임과 각종 다양한 행사가 열린다. 이때에는 수천명의 선수와 댄서들이 이날에는 행사를 벌인다. 2002년 처음 시작됐으며 2009년에 잠시 중단됐다가 2010년에 재개됐다. 아리랑 축제의 대표적인 연출자는 피바다가극단 총장 김수조이다. 유엔아동기금(UNICEF)은 혹독한 훈련으로 체제 선전과 외화벌이에 동원되는 아동학대의 중지를 촉구하였다.

## 같이 보기
- 북한의 스포츠
- 조선민주주의인민공화국의 선전
- 조선민주주의인민공화국의 관광